# Distrito de Beypazarı
Beypazarı es un distrito de la provincia de Ankara, ubicado a 98 km al oeste de Ankara y a 700 m de altura. Su población es de 47 234 (2013).

## Nombre

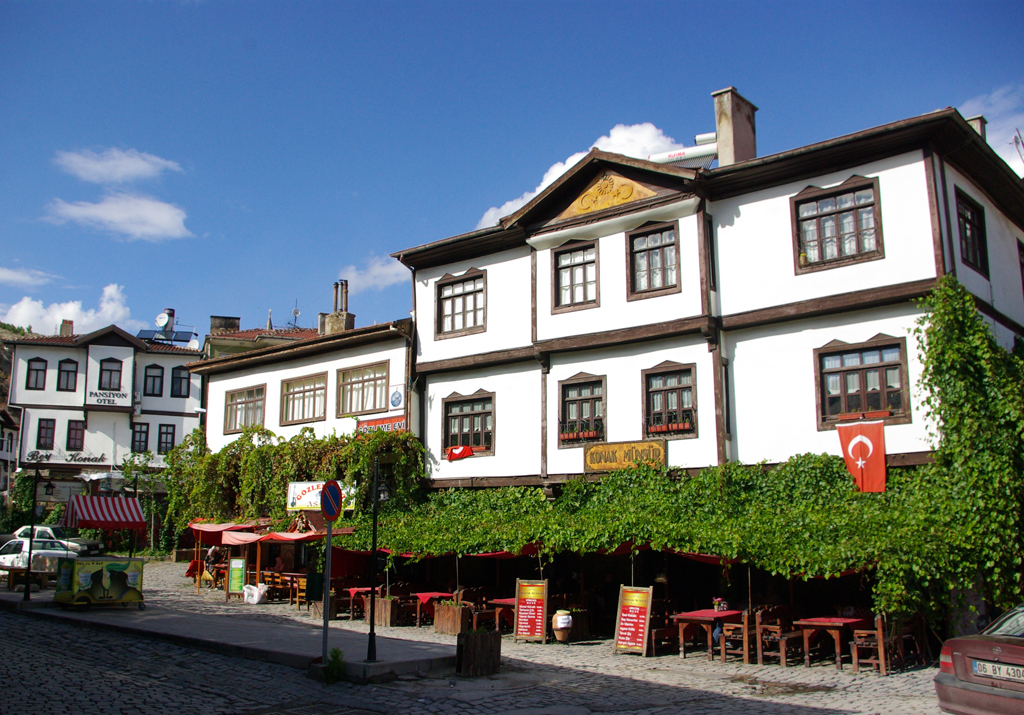
Una calle de la localidad.

Beypazarı es un nombre conjunto que significa bazar (mercado) de los bey (gobernadores, señores).

## Historia
La ciudad ha estado, desde tiempos romanos sobre una importante ruta que unía los Balcanes con Caucasia e Irán vía Constantinopla/Estambul.
El Ayuntamiento de Beypazarı fue establecido en 1883, durante la época otomana.

## Geografía
El Monte Hıdırlık divide a Beypazarı en dos, con la ciudad nueva a un lado y el pueblo antiguo, de interés turístico al otro lado.

## Economía y cultura
Famoso con su arquitectura otomana de casonas de piedra y madera, su mercado de artesanías locales y su gastronomía tradicional, Beypazarı atrae turistas tanto desde Turquía como del extranjero.
Beypazarı Kültür ve Tarih Müzesi (Museo de Cultura e Historia) es una antigua casona otomana convertido en museo con el fin de dar a conocer la cultura tradicional y el pasado urbano y rural de la ciudad y distrito de Beypazarı.
Un museo de aire abierto se está proyectando para terminar en 2015, en la pedanía de Macun, perteneciente al distrito de Beypazarı, en el cual se dará a conocer la vida rural, pastoreo, agricultura tradicional y la producción artesanal de alimentos locales como pestil, cevizli sucuk y Beypazarı kurusu.
Junto a Trebisonda en la Región del Mar Negro, Beypazarı es uno de los dos centros de la tradicional artesanía de plata llamada telkari. En el "Gümüşçüler Çarşısı" (Mercado de Plateros]) de la ciudad existen 70 talleres de plateros que se dedican a la elaboración y venta de ornamentos de telkari.
Otro producto local importante para la economía del distrito es su conocida agua mineral. El distrito llega a exportar agua mineral embotellada a 17 países.
En cuanto a la agricultura, Beypazarı produce muchas verduras y hortalizas y es el mayor proveeder de zanahorias de su región.
En cuanto a las especialidades gastronómicas el baklava casero de Beypazarı, junto a los dolmas y sarmas tradicionales, es muy famoso.

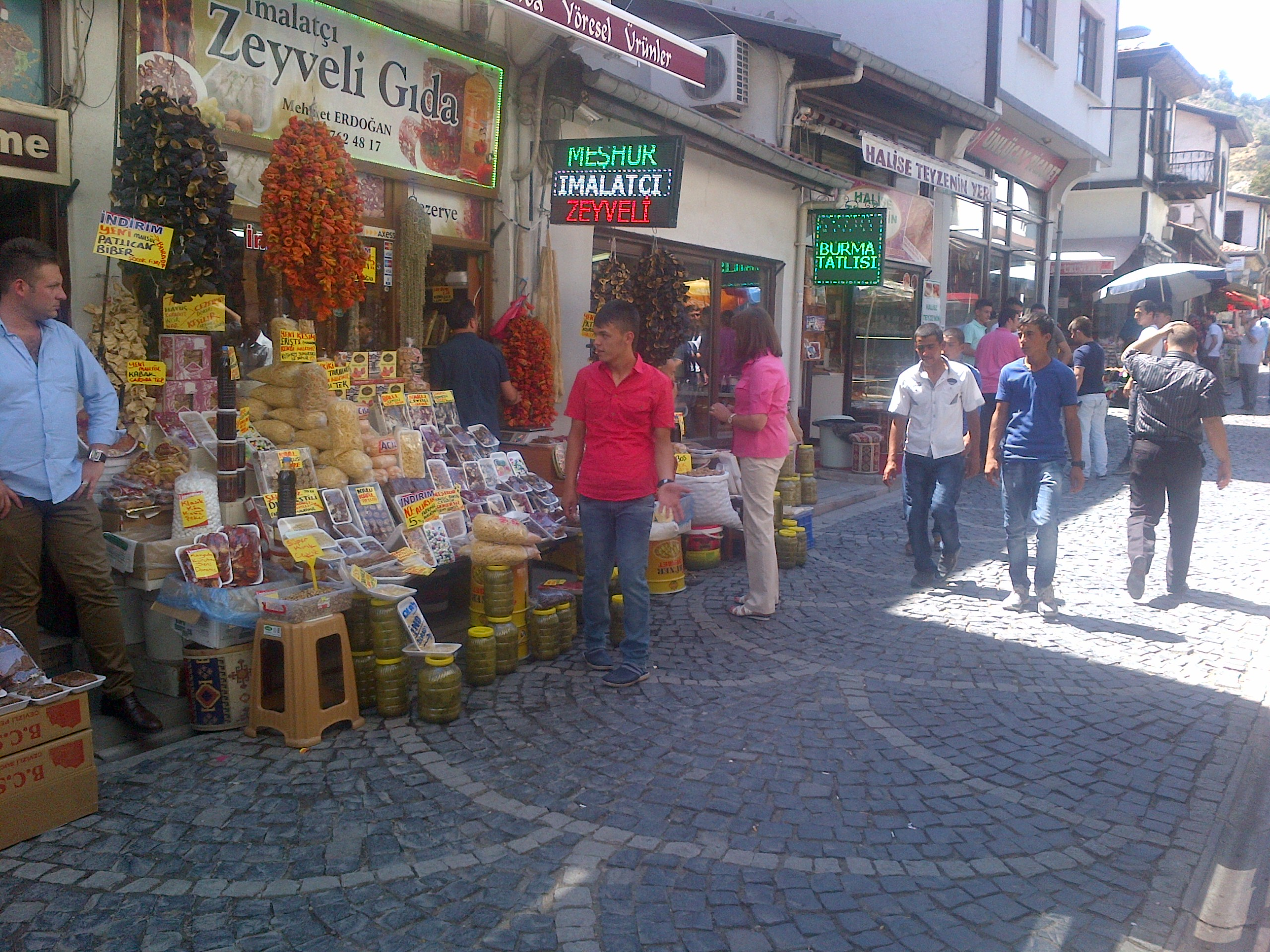
El mercado histórico de Beypazarı.
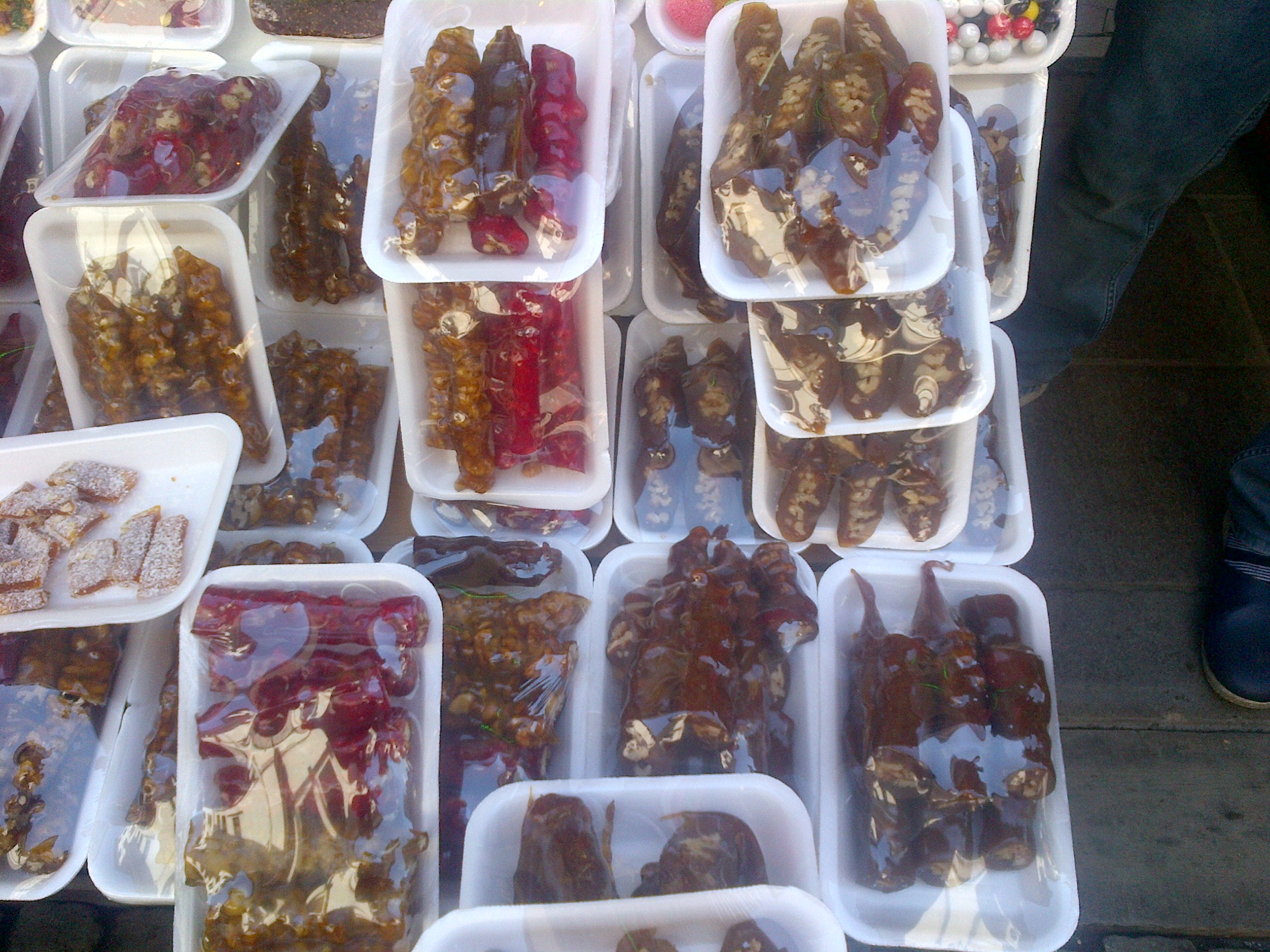
Dulces tradicionales como "pestil", "cevizli sucuk" y cezerye hechos en Beypazarı, y presentados a la venta en su mercado viejo.
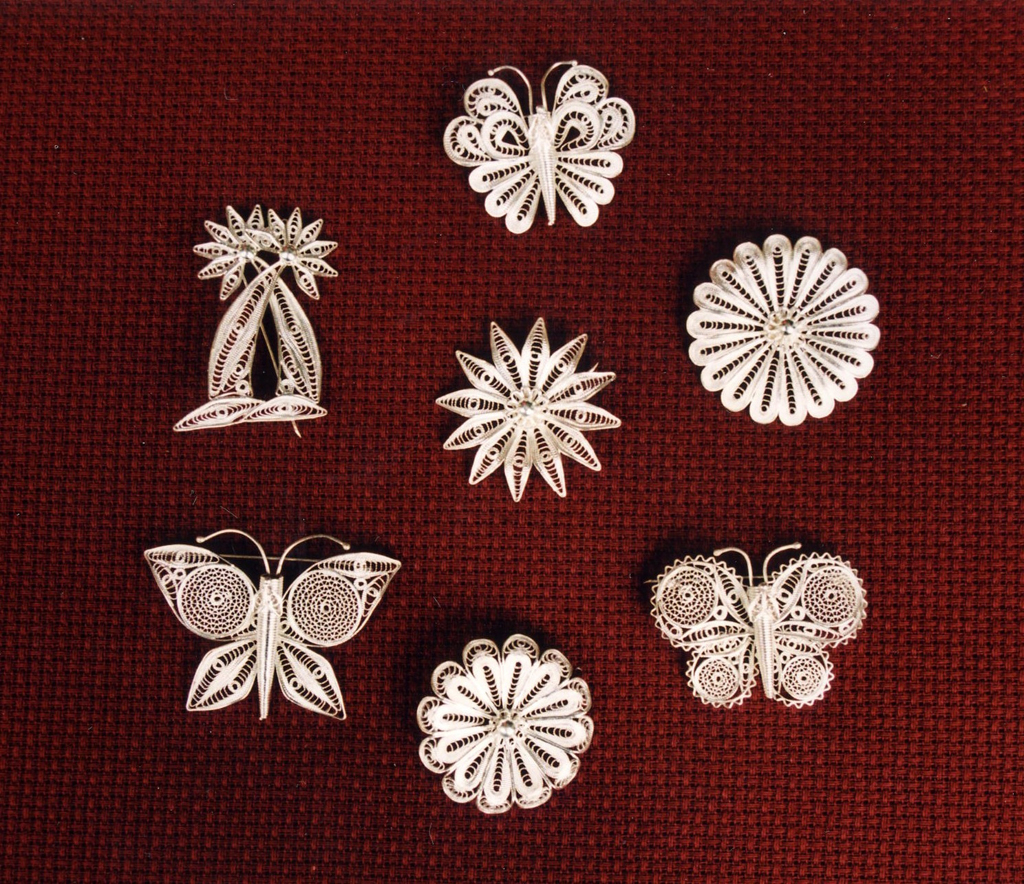
Telkari, arte tradicional hecho por los famosos plateros de Beypazarı.
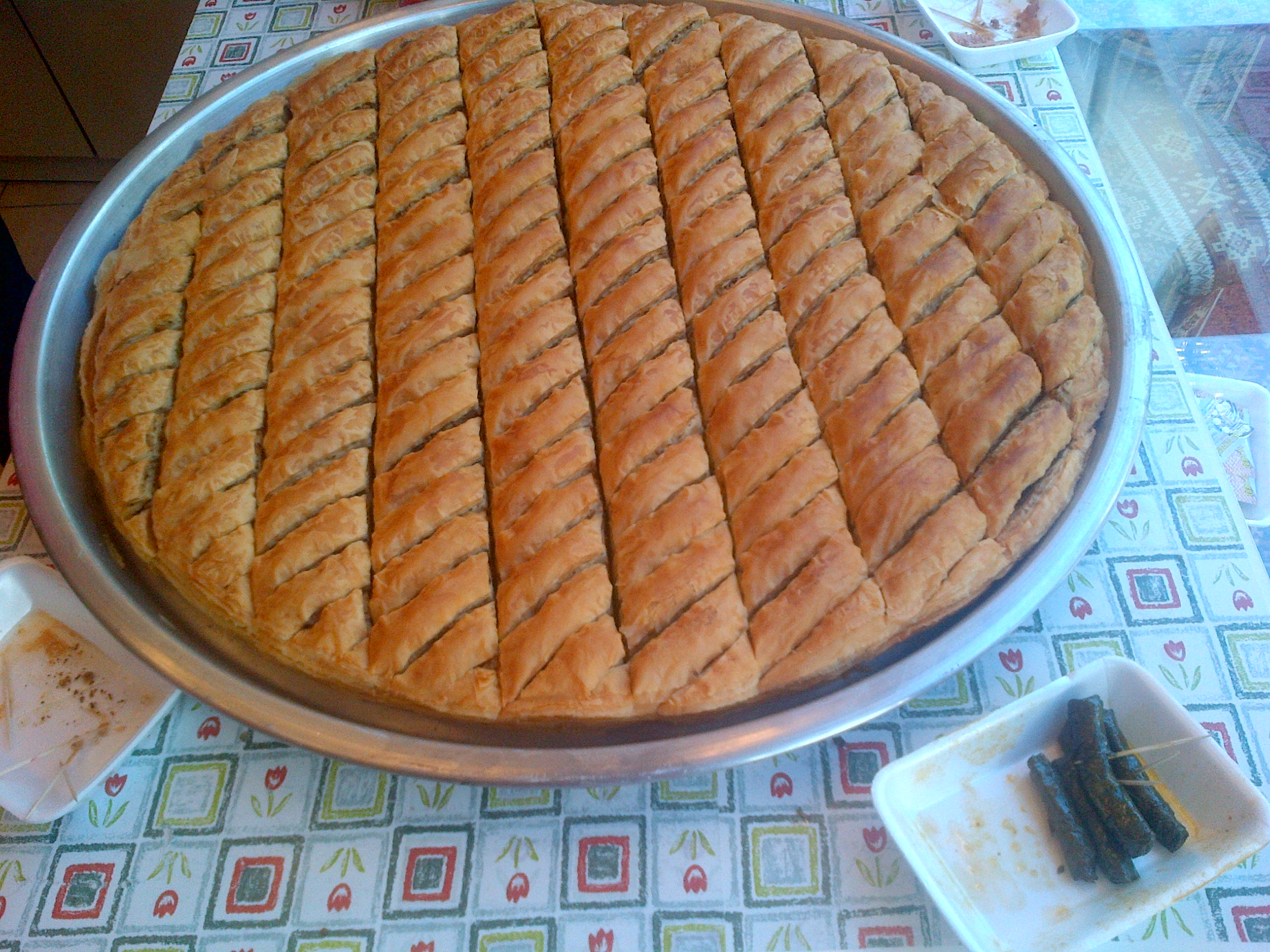
Baklava tradicional  en la vitrina de una tienda en Beypazarı, a la derecha unas muestras de "yaprak sarma" para los clientes.